# David Wasson
David Wasson (eller Dave Wasson) var producent för de animerade serierna Det surrar om Maggie på Disney Channel och Tidspatrullen på Cartoon Network. Dave gjorde också en kortserie för ”Oh Yeah!” Cartoons vilket vann honom en Emmy Award. En ny serie, kallad Making Fiends, för 2008 är Dave regissör/producent. Dave är också regissör av många animerade reklamfilmer för ACME Filmworks i Hollywood.